# Neocinnamomum atjehense
Neocinnamomum atjehense är en lagerväxtart som beskrevs av Kostermans. Neocinnamomum atjehense ingår i släktet Neocinnamomum och familjen lagerväxter. Inga underarter finns listade i Catalogue of Life.